# Marjolein Blaauboer
Marjolein Blaauboer is een Nederlands langebaanschaatsster. 
In 2002 startte Blaauboer op de NK Afstanden op de 500 meter.

## Records

### Persoonlijke records[4]
| Afstand    | Tijd    | Datum            | Baan    |
| ---------- | ------- | ---------------- | ------- |
| 500 meter  | 41,35   | 13 maart 2005    | Calgary |
| 1000 meter | 1.24,57 | 12 maart 2005    | Calgary |
| 1500 meter | 2.11,04 | 9 maart 2005     | Calgary |
| 3000 meter | 4.49,46 | 12 augustus 2005 | Calgary |
| 5000 meter | 8.40,77 | 13 augustus 2005 | Calgary |